# طبقة مياه متيجة
طبقة مياه متيجة هي بحيرة مياه جوفية عذبة تقع في شمال الجزائر ضمن سهل متيجة ومنطقة القبائل.

## الجغرافيا
تتمثل طبقة مياه متيجة في خزان باطني من المياه الجوفية العذبة يحده شمالا البحر الأبيض المتوسط وجنوبا الأطلس البليدي مع التيطري.

## الجيولوجيا
تتميز منطقة سهل متيجة التي يضم جوفها طبقة مياه بكونها تضم طبقات المياه الجوفية المحتوية على الصلصال.
وتوصف هذه المياه الجوفية بأنها مياه حبيسة [الفرنسية] يبلغ سمك الطبقة الأرضية فوقها ما بين 100 و200 متر.

## الولايات
تقع «طبقة مياه متيجة» في شمال الجزائر في إقليم مشترك ما بين خمس ولايات جزائرية.
| رقم | الولاية          |
| --- | ---------------- |
| 01  | ولاية الجزائر    |
| 02  | ولاية بومرداس    |
| 03  | ولاية البليدة    |
| 04  | ولاية المدية     |
| 05  | ولاية عين الدفلى |
| 06  | ولاية تيبازة     |

## الخصائص
تتميز طبقة مياه متيجة بالعديد من الخصائص التي تجعلها من أكبر الطبقات الجوفية من المياه العذبة في الجزائر.
| رقم | الخاصية            | القيمة                                                 |
| --- | ------------------ | ------------------------------------------------------ |
| 01  | الولايات           | الجزائر، بومرداس، البليدة، المدية، عين الدفلى، تيبازة. |
| 02  | الإحداثيات         |                                                        |
| 03  | مساحة سهل متيجة    | 1,450 كـم2 (559.85 ميل2)                               |
| 04  | حجم المياه الجوفية | 300 هكتومتر مكعب                                       |

## الوديان
يتم تزويد وإمداد «طبقة مياه متيجة» بالمياه السطحية عبر العديد من الوديان المتواجدة في الولايات الجزائرية الخمسة في منطقة القبائل.
| رقم | ولاية الجزائر  | ولاية بومرداس | ولاية البليدة | ولاية المدية | ولاية عين الدفلى | ولاية تيبازة |
| --- | -------------- | ------------- | ------------- | ------------ | ---------------- | ------------ |
| 01  | وادي الحراش    | وادي بودواو   | وادي الشفة    | وادي جر      | وادي جمعي        | وادي مزفران  |
| 02  | وادي الرغاية   | وادي قورصو    | وادي الحراش   | وادي موزاية  |                  | وادي الناظور |
| 03  | وادي الأبيار   | وادي الحميز   |               | وادي الحراش  |                  |              |
| 04  | وادي بني مسوس  |               |               | وادي الشفة   |                  |              |
| 05  | وادي سيدي مجبر |               |               |              |                  |              |

## الموقع
تقع «طبقة مياه متيجة» في شمال الجزائر ضمن منطقة الأطلس التلي.
وتقع هذه البحيرة من المياه الجوفية متمركزة حول ولاية الجزائر في منطقة القبائل والخشنة ومتيجة.

## التموين بالمياه
يتم تموين «طبقة مياه متيجة» دوريا وسنويا بواسطة المياه السطحية الناجمة عن التساقط المطري في محيط سهل متيجة.

### التموين الطبيعي
يتم تموين «طبقة مياه متيجة» طبيعيا بواسطة الوديان المنحدرة من السلاسل الجبلية الجزائرية المحيطة بسهل متيجة.
وتتمثل هذه السلاسل الجبلية في:
1. جبال ساحل الجزائر: شمالا.
2. جبال الخشنة: شرقًا.
3. الأطلس البليدي والتيطري: جنوبًا.
4. جبال الظهرة: غربًا.

### التموين الاصطناعي
يتم تموين «طبقة مياه متيجة» اصطناعيا بواسطة سد دويرة الذي تم إنشاؤه في ولاية الجزائر بقدرة تخزين تصل إلى 87 مليون متر مكعب.
كما يتم تموين هذا الخزان المائي الجوفي بواسطة تحويل مياه الوديان في أطراف سهل متيجة من أجل تعويض النقص في بعض الجيوب التي تعاني من نقص المنسوب الباطني، كما هو حال وادي الحراش ووادي حمام ملوان.

## الاستغلال
يتم استغلال طبقة مياه متيجة من طرف وزارة الموارد المائية الجزائرية من أجل تزويد الجزائريين بماء الشرب وماء السقي.
وتتم إدارة المياه المستخرجة من باطن سهل متيجة من طرف مؤسسة «الجزائرية للمياه».
وتوجد مخططات للتنقيب والحفر والضخ والاستغلال لهذه المياه الجوفية من أجل الحفاظ على تجددها الدوري بواسطة المياه السطحية المتسربة بواسطة الوديان.
وبما أن طبقة مياه متيجة لا تحتوي إلا ماء عذبا، فإن عملية تحلية المياه لا تطرح نفسها بالنسبة لمؤسسة الجزائرية للمياه.
إلا أن الآبار والأنقاب التي يتم حفرها في سهل متيجة تقتضي معالجة المياه الجوفية بعد ضخها وقبل توجيهها للاستهلاك والاستعمال.
وتتم هذه المعالجة الضرورية بواسطة تقنيات عديدة من بينها المعالجة البيولوجية لمياه الصرف وتقنية النانو في معالجة المياه والمعالجة الأولية التقليدية للمياه والمعالجة الأولية الحديثة للمياه وحتى التناضح العكسي.
ذلك أن تطهير المياه خاصة منها المياه الجوفية له أولوية صحية وبيئية أكيدة.

## التلوث
بما أن طبقة مياه متيجة تقع في المنطقة الجزائرية الأكثر كثافة سكانية، فإن مشكل تلوث المياه يطرح نفسه بالنسبة لهذه المياه الجوفية.
ولتفادي ظهور أزمة المياه في محيط سهل متيجة، فإن معالجة المياه التي تنتجها التجمعات السكانية والمؤسسات الاقتصادية هو محور نشاط هام للحفاظ على التموين بالمياه العذبة.
ذلك أن مياه صرف ملايين المساكن الجزائرية تحتاج إلى معالجة فعالة قصد الحفاظ على طبقة مياه متيجة من الفساد.
ومن مظاهر هذا الفساد ظهور أمراض تنقلها المياه والتي قد تؤدي إلى كارثة صحية وبيئية على الإنسان والنبات والحيوان.
فتلوث البيئة وآثاره على صحة الإنسان يستدعي الحفاظ على طبقة مياه متيجة من تلويث مياه الصرف الصحي ومياه المصانع.
وعليه، فإن معالجة المياه المستعملة ومعالجة الصرف الصحي هما من أولويات مؤسسة الجزائرية للمياه لأن تكلفة تنقية المياه أقل بكثير من تكلفة درء المضاعفات الصحية والبيئية المترتبة عن التقصير في الوقاية.
وأخطر مادة ملوثة لمياه باطن سهل متيجة هي النترات الذي تجاوز تركيزه 50 ميليغراما في اللتر، وهو العتبة الدنيا التي حددها القانون الجزائري.
والمصدر الأساسي لهذا النترات الملوِّث هو الأسمدة الكيميائية ومياه الصرف الصحي.

## الملوحة
تعاني طبقة مياه متيجة من تسرب الملوحة إليها بسبب الاستغلال الكثيف لمياهها الجوفية.
ورغم أن المياه العذبة في باطن سهل متيجة يتم تزويدها وتجديدها عبر دورة الماء الطبيعية أو التجديد الاصطناعي لمخزونها، إلا أن المياه المالحة المتسربة من ساحل البحر الأبيض المتوسط تهدد هذه الثروة الوطنية الجزائرية.
ويبين علم المياه بأن الاستغلال المكثف لهذه المياه الجوفية يؤدي إلى زيادة الضغط الجوفي بما يجعل الخاصية الأسموزية تؤدي إلى استجلاب فيزيائي لماء البحر نحو باطن سهل متيجة.
وبالتالي، فإن تسرب المياه المالحة إلى جنوب جبال ساحل الجزائر يُعتبر تحديا بيئيا حقيقيا تعاني منه الجزائر خاصة مع التزايد السكاني وتمركزه حول سهل متيجة.

## مكتبة الصور

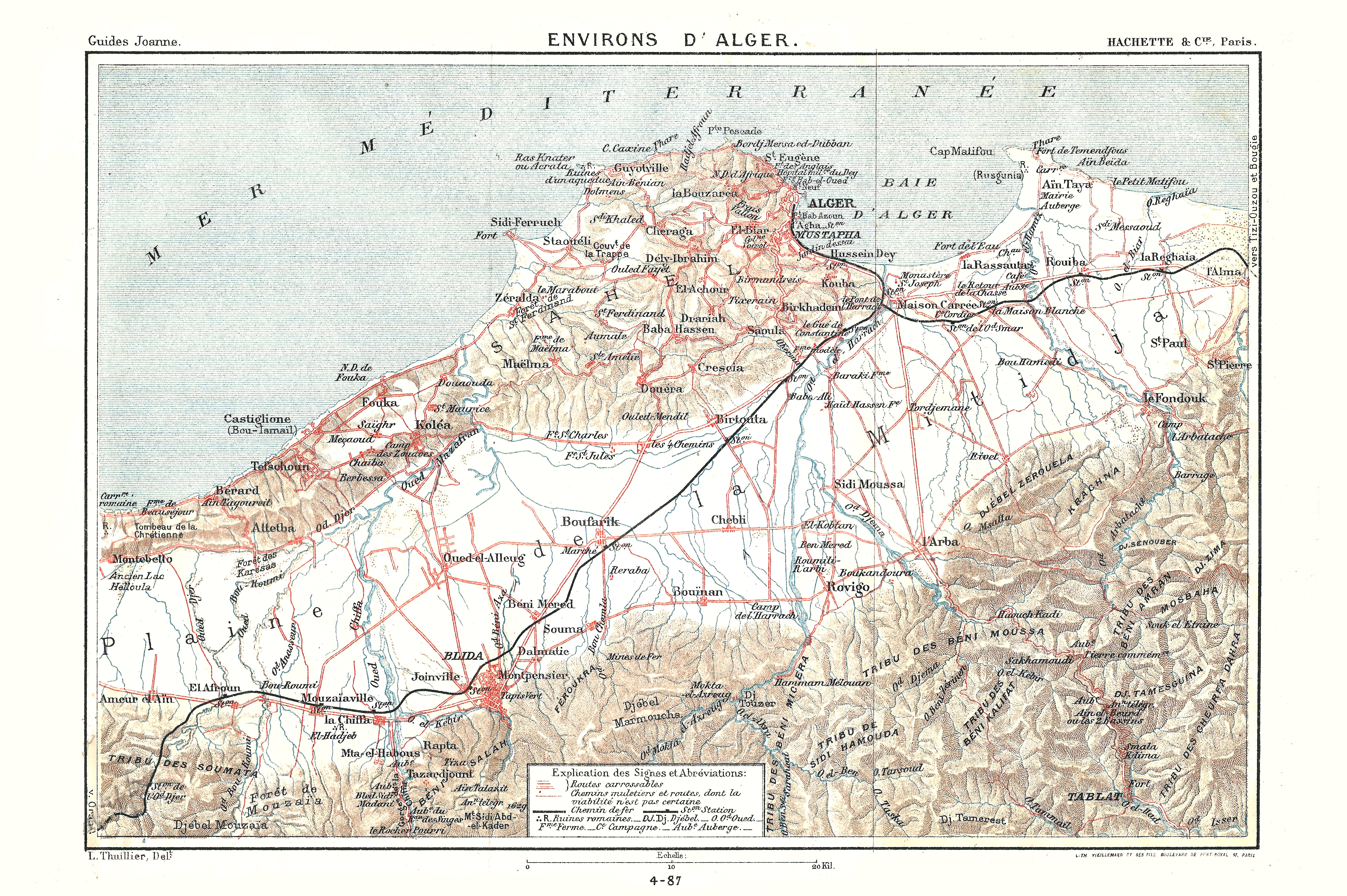
سهل متيجة
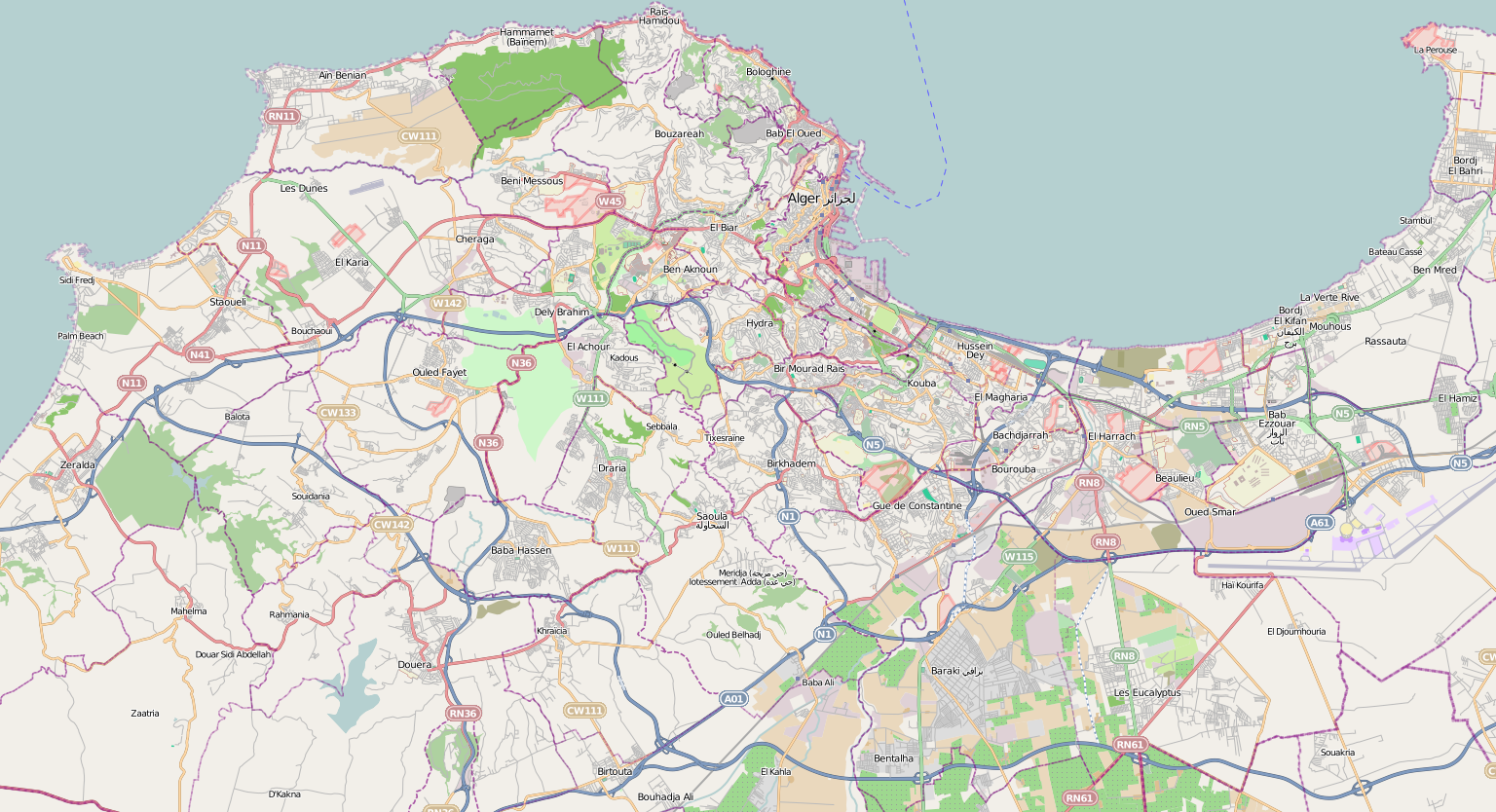
سهل متيجة
سهل متيجة
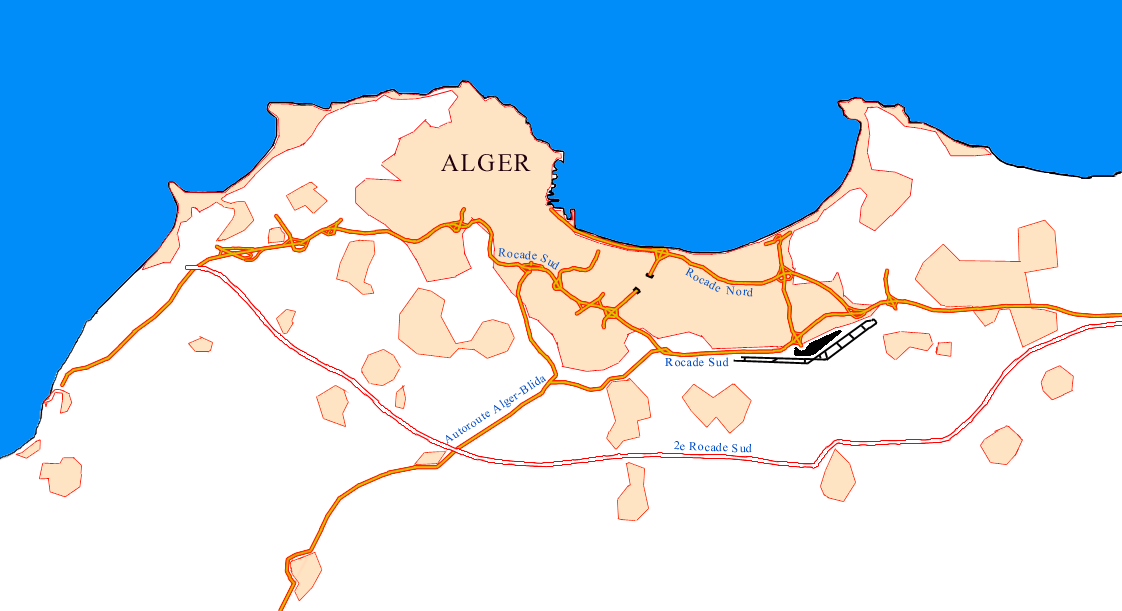
سهل متيجة

### مواضيع ذات صلة
- طبقة مياه الصحراء [الفرنسية]
- المجاري المائية في الجزائر
- قائمة أنهار الجزائر
- وزارة الموارد المائية الجزائرية
- نظام مائي للوديان
- نظام مطري للوديان
- الأطلس التلي
- منطقة القبائل
- زواوة
- ولاية الجزائر
- ولاية بومرداس
- ولاية البليدة
- ولاية المدية
- ولاية عين الدفلى
- ولاية تيبازة
- السياحة في الجزائر
- قائمة أهم المعالم السياحية في العالم

### فيديوهات
- بحيرة أكفادو على يوتيوب.

### وصلات خارجية
- وزارة الموارد المائية الجزائرية